# John Lewis (warenhuis)

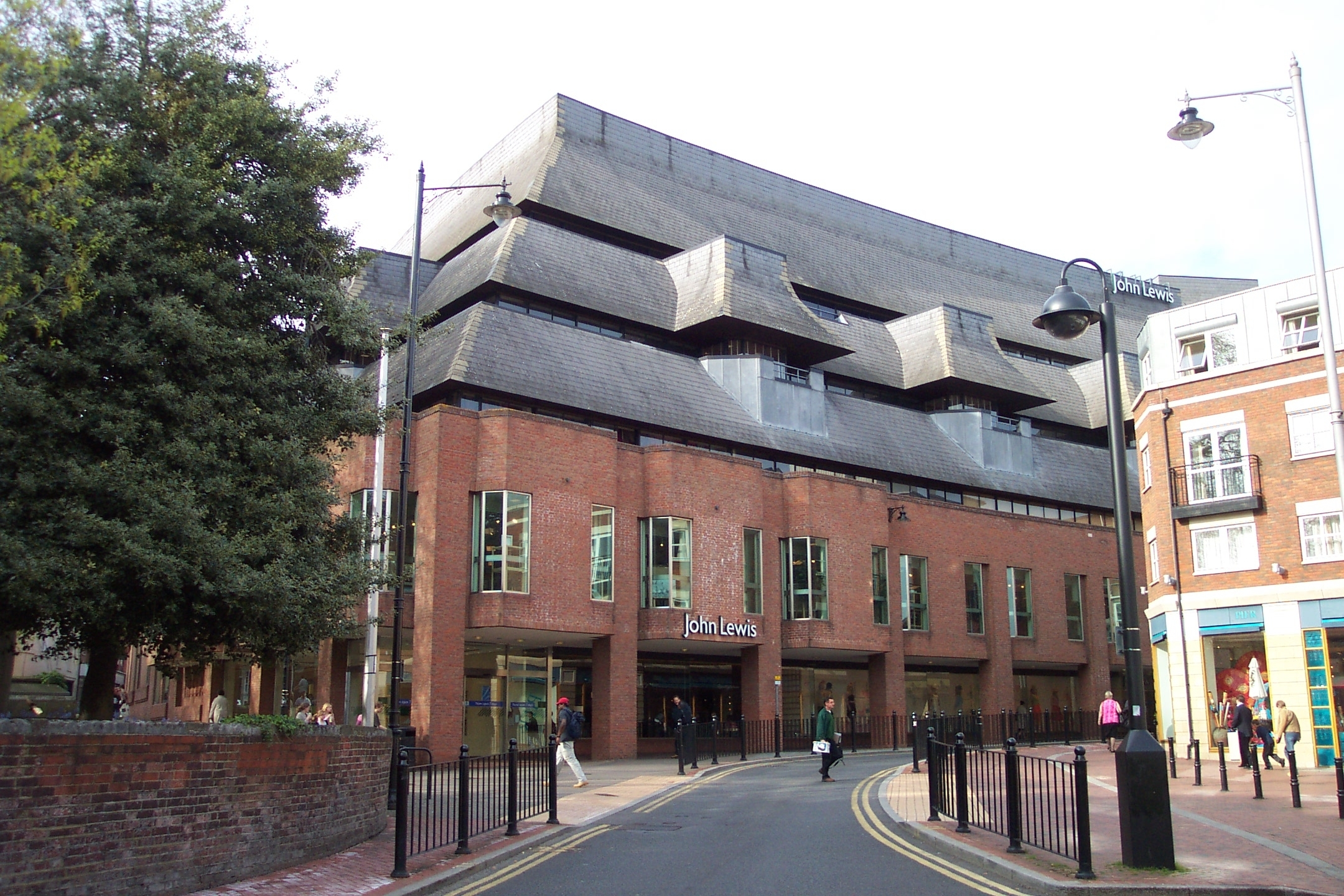
Het John Lewis-filiaal in Reading, Engeland

John Lewis is een keten van warenhuizen in het Verenigd Koninkrijk. Het bedrijf, dat eigendom is van The John Lewis Partnership, richt zich met name op een "upmarket" winkelpubliek, en heeft daardoor een chic en exclusief imago opgebouwd, waardoor de vergelijking met het Nederlandse warenhuis De Bijenkorf snel gemaakt is. Het vlaggenschipfiliaal van John Lewis opende in 1864 aan Oxford Street in Londen. In maart 2016 had John Lewis daarnaast nog 45 filialen. Inmiddels is John Lewis te vinden in onder meer Kingston, Liverpool, Newcastle (tot 2002 Bainbridge's), Nottingham, Reading, Sheffield, Solihull, Southampton, Watford en Welwyn. Veel van deze winkels waren oorspronkelijk onafhankelijke warenhuizen die door John Lewis zijn overgenomen. Op dit moment wordt er gebouwd aan een vestiging van John Lewis in Leicester, het nieuwbouwpand zal aansluiten op The Shires, het grootste overdekte winkelcentrum in de stad. Aan Sloane Street in Londen wordt daarnaast nog een warenhuis geëxploiteerd onder de naam Peter Jones.